# Bernhard von Heß
Bernhard Franz von Hess (22 de mayo de 1792 - 20 de abril de 1869) fue un Teniente General bávaro y Ministro de Guerra en el reinado de Maximiliano II de Baviera.

## Biografía
Von Hess nació en Hammelburg como el menor de los tres hijos del terrateniente y Hofrat Philipp von Hess y de su esposa Gertraud, nacida Wankel. Asistió al Gymnasium en su ciudad natal, y terminó sus estudios de matemáticas y ciencias en la Universidad de Würzburg, antes de unirse al Landwehr de Fulda en 1813, y tomar parte en las campañas a las órdenes del Príncipe Schwarzenberg en Francia. Entre 1833 y 1843 sirvió en Grecia bajo el gobierno del príncipe regente Otón, y se unió al Ejército bávaro. Von Hess fue ministro de guerra entre el 20 de enero y el 16 de junio de 1862. Estuvo en funciones durante un segundo periodo entre el 10 de octubre de 1862 y el 1 de marzo de 1863, y una tercera vez entre el 26 de julio y el 15 de agosto de 1863. En 1867 se retiró, y  finalmente murió en Kissingen en el año 1869.